# Paris-l'Hôpital
Paris-l'Hôpital is een gemeente in het Franse departement Saône-et-Loire (regio Bourgogne-Franche-Comté) en telt 204 inwoners (1999). De plaats maakt deel uit van het arrondissement Autun.

## Geografie
De oppervlakte van Paris-l'Hôpital bedraagt 2,7 km², de bevolkingsdichtheid is 75,6 inwoners per km².
De onderstaande kaart toont de ligging van Paris-l'Hôpital met de belangrijkste infrastructuur en aangrenzende gemeenten.

## Demografie
Onderstaande figuur toont het verloop van het inwonertal (bron: INSEE-tellingen).